# Джордж Лангенхорст
Джордж Лангенхорст (народився 18 січня 1962 року в Гаммі / Вестфалія) є професором дидактики католицької релігійної освіти/релігійної освіти на католицькому теологічному факультеті Аугсбурзького університету .

## Життя
Джордж Лангенхорст після закінчення абітурієнтського курсу в гімназії Фрайхерр-фом-Штайн у Хаммі вивчав католицьку теологію, англістику, германістику та іспаністку в університетах Тріра, Вюрцбурга, Ланкастера та Стерлінга. У 1987 році він завершив навчання, здобувши перший державний екзамен (вчительський диплом для гімназії) і магістерський ступінь (Magister Artium, M.A.). Після цього він проходив цивільну службу в Католицькій студентській спільноті Вюрцбурга. Після завершення цивільної служби Лангенхорст знову звернувся до академічної діяльності та розпочав аспірантуру в Тюбінгенському університеті. У 1993 році він отримав ступінь доктора теології (Dr. theol.) з дисертацією «Йов — наш сучасник. Літературна рецепція книги Йова у 20 столітті як теологічний виклик».
Між 1994 і 1995 роками Лангенхорст закінчив свою юридичну службу в єпископській Кузанської гімназії в Кобленці, потім склав свій другий державний іспит на навчальному семінарі та працював учителем середньої школи в Кузанської гімназії до 1997 року. З 1 лютого 1997 р. по 30 вересня 2001 р. він був вченим радником з католицького богослов’я/релігійної освіти Педагогічного університету Вайнгартен (Вюртемберг). У 2000 році Лангенхорст закінчив свою абілітацію з релігійної освіти на католицькому богословському факультеті Тюбінгенського університету, захистивши дисертацію на тему «Навчитися втішати? Профіль, історія та практика Тросту як дияконічного процесу викладання та навчання».
У 2001 році Лангенхорст відмовився від пропозиції зайняти кафедру C4 в Педагогічному університеті Швебіш-Гмюнда та прийняв запрошення на кафедру дидактики католицького релігійного навчання в університеті Ерланген-Нюрнберга. З 1 жовтня 2006 року він перейшов на кафедру дидактики католицького релігійного навчання/релігійної педагогіки в Католицько-богословському факультеті університету Аугсбурга, де з 2013 по 2022 рік також обіймав посаду декана факультету. У період з 2009 по 2015 рік Лангенхорст був речником Конференції релігійних педагогів баварських університетів (KRBU). У 2011 році він підписав меморандум "Церква 2011: Необхідний початок". З 2011 по 2017 рік він був членом журі Католицької премії для дитячої та юнацької книги. Разом з Ульріхом Кропачем з Католицького університету Ейхштетт-Інгольштадт Лангенхорст з 2013 по 2021 рік був головним редактором журналу «Релігійно-педагогічні доповіді» (RpB).
Дослідження та публікації Лангенгорста зосереджені на діалозі між теологією та літературою, а також релігією в дитячій та молодіжній літературі. Він також займається дослідженнями розради та скорботи, міжрелігійним навчанням та шкільною релігійною дидактикою. У вільний час він пише кримінальні романи, дія яких відбувається в церковній обстановці.

## Твори

### Монографії
- Hiob unser Zeitgenosse. Die literarische Hiob-Rezeption im 20. Jahrhundert als theologische Herausforderung. Matthias-Grünewald-Verlag, Mainz, 1994, 2. Auflage 1995; Nachdruck 2001
- Jesus ging nach Hollywood: Die Wiederentdeckung Jesu in Literatur und Film der Gegenwart. Patmos-Verlag, Düsseldorf 1998
- Trösten lernen? Profil, Geschichte und Praxis von Trost als diakonischer Lehr- und Lernprozeß. Schwabenverlag (Zeitzeichen 7), Ostfildern 2000
- Gedichte zur Bibel. Texte – Interpretationen – Methoden. Ein Werkbuch für Schule und Gemeinde. Kösel-Verlag, München 2001, 2. Auflage 2004
- Gedichte zur Gottesfrage. Texte – Interpretationen – Methoden. Ein Werkbuch für Schule und Gemeinde. Kösel-Verlag, München 2003
- Theologie und Literatur. Ein Handbuch. Wissenschaftliche Buchgesellschaft, Darmstadt 2005
- Aufgaben und Inhalte religiöser Erziehung. In: Theologie im Fernkurs, religionspädagogisch-katechetischer Kurs, Bd. 12, Würzburg 2007, 2. Auflage 2015, 3. Auflage 2017
- „Ich gönne mir das Wort Gott“. Annäherungen an Gott in der Gegenwartsliteratur. Herder-Verlag, Freiburg/Basel/Wien 2009; völlig überarbeitete Neuauflage 2014
- Literarische Texte im Religionsunterricht. Ein Handbuch für die Praxis. Herder-Verlag, Freiburg/Basel/Wien 2011
- Zus. mit Christoph Gellner: Blickwinkel öffnen. Interreligiöses Lernen mit literarischen Texten. Patmos Verlag, Ostfildern 2013
- Kinder brauchen Religion. Orientierung für Erziehung und Bildung. Herder-Verlag, Freiburg/Basel/Wien 2014
- Trialogische Religionspädagogik. Interreligiöses Lernen zwischen Judentum, Christentum und Islam. Herder-Verlag, Freiburg/Basel/Wien 2014
- Als ein Kind bist du gekommen. Die Weihnachtsbotschaft neu entdeckt. Herder-Verlag, Freiburg/Basel/Wien 2016
- Auferweckt ins Leben. Die Osterbotschaft neu entdeckt. Herder-Verlag, Freiburg/Basel/Wien 2018
- Zus. mit Gabriele Otten: Hiob. EinFach Religion. Bildungshaus Schulverlag, Braunschweig 2019
- „In welchem Wort wird unser Heimweh wohnen?“ Religiöse Motive in der neueren Literatur. Herder-Verlag, Freiburg/Basel/Wien 2016
- Altes Testament und moderne Literatur. Motive, Stoffe, Figuren, Formen. Verlag Katholisches Bibelwerk, Stuttgart 2021
- Der große Bibel(Ver-)führer. Fesselndes, Unerwartetes und Unerhörtes aus der Bibel. Verlag Katholisches Bibelwerk, Stuttgart 2022
- Im Dialog mit der Dichtung. Karl-Josef Kuschels narrativ-poetische Theologie. Matthias-Grünewald-Verlag, Ostfildern 2023

### Редакції
- Hiobs Schrei in die Gegenwart. Ein literarisches Lesebuch zur Frage nach Gott im Leid. Matthias-Grünewald-Verlag, Mainz 1995
- Auf dem Weg zu einer theologischen Ästhetik. Freundesgabe für Karl-Josef Kuschel zum 50. Geburtstag. LIT-Verlag, Münster 1998
- 30 Jahre Nobelpreis Heinrich Böll. Zur literarisch-theologischen Wirkkraft Heinrich Bölls. LIT-Verlag, Münster 2002
- Zus. mit Erich Garhammer: Schreiben ist Totenerweckung. Theologie und Literatur. Echter Verlag, Würzburg 2005
- Patrick Roth – Erzähler zwischen Bibel und Hollywood. LIT-Verlag, Münster 2005
- Christliche Literatur für unsere Zeit. 50 Leseempfehlungen. Verlag Sankt Michaelsbund, München 2007
- Zus. mit Christoph Gellner: Herzstücke, Texte, die das Leben ändern. Ein Lesebuch zu Ehren von Karl-Josef Kuschel. Patmos Verlag, Düsseldorf 2008
- Zus. mit Markus Schiefer-Ferrari, Hans Mendl, Ludwig Sauter: Leben Lernen. Menschliche Ausdrucksformen als Lernperspektiven im Religionsunterricht. Verlag LUSA, Babenhausen 2010
- Ewiges Leben – Oder das Ende einer Illusion. In: Thomas-Morus-Impulse, Bd. 2, LIT-Verlag, Berlin 2010
- Gestatten. Gott! Religion in der Kinder- und Jugendliteratur der Gegenwart. Verlag Sankt Michaelsbund, München 2011
- zus. mit Ulrich Kropač: Religionsunterricht und der Bildungsauftrag der öffentlichen Schulen. Begründung und Perspektiven des Schulfaches Religion. Verlag LUSA, Babenhausen 2012
- zus. mit Michaela Kopp-Marx: Die Wiederentdeckung der Bibel bei Patrick Roth. Von der „Christus-Trilogie“ bis „SUNRISE. Das Buch Joseph“. Wallstein-Verlag, Göttingen 2014
- zus. mit Rita Burrichter/Klaus von Stosch: Komparative Theologie: Herausforderung für die Religionspädagogik. Perspektiven zukunftsfähigen interreligiösen Lernens. Ferdinand Schöningh, Paderborn 2015
- zus. mit Elisabeth Naurath: Kindertora – Kinderbibel – Kinderkoran. Neue Chancen für (inter-)religiöses Lernen. Herder-Verlag, Freiburg/Basel/Wien 2017
- zus. mit Eva Willebrand: Literatur auf Gottes Spuren. Religiöses Lernen mit literarischen Texten des 21. Jahrhunderts. Matthias-Grünewald Verlag, Ostfildern 2017
- Und er spricht mit leisen Deuteworten... 164 Gedichte zu biblischen Themen, Motiven und Figuren. Verlag Katholisches Bibelwerk, Stuttgart 2019
- Zus. mit Michael Fricke/Thomas Schlag: Jugendbibeln. Konzepte, Konkretionen, religionspädagogische Chancen. Herder-Verlag, Freiburg/Basel/Wien 2020

### Ненаукові публікації
- Разом з Аннегрет Лангенгорст: Освідчення в коханні. Herder-Verlag, Freiburg 1996
- Повідомлення для Терези. Великодня історія. Auer-Verlag, Donauwörth 2006
- Секретний код 2412. Захоплююча різдвяна подорож. Католицьке видавництво Біблії, Штутгарт, 2009 р
- Помер декан – хороший декан. Вбивство на теологічному факультеті. Кримінальний роман. Echter-Verlag, Вюрцбург 2016
- Мертвий дощ – хороший дощ. Вбивство в семінарії. Кримінальний роман. Echter-Verlag, Вюрцбург 2017
- Мертвий бос – хороший бос. Вбивство в кафедральній школі. Кримінальний роман. Echter-Verlag, Вюрцбург 2018
- Дитяча Біблія - найкраща історія всіх часів. Католицьке видавництво Біблії, Штутгарт, 2019
- Мертвий священик – добрий священик. Вбивство на вівтарі. Кримінальний роман. Echter-Verlag, Вюрцбург 2020
- Мертвий архівіст – хороший архівіст. Вбивство в органі собору. Кримінальний роман. Echter-Verlag, Вюрцбург 2021
- Йосип і його брати. Розказано за Старим Завітом, з малюнками Барбари Дробної. Видавництво католицьких біблійних творів, Штутгарт 2021
- Померла тітка – добра тітка. Вбивство в будинку престарілих. Кримінальний роман. Echter-Verlag, Вюрцбург 2023

## Веб-посилання
- Бібліографія. Джордж Лангенхорст // Німецька національна бібліотека
- Profil auf der Website der Universität Augsburg